# Engaku-dži

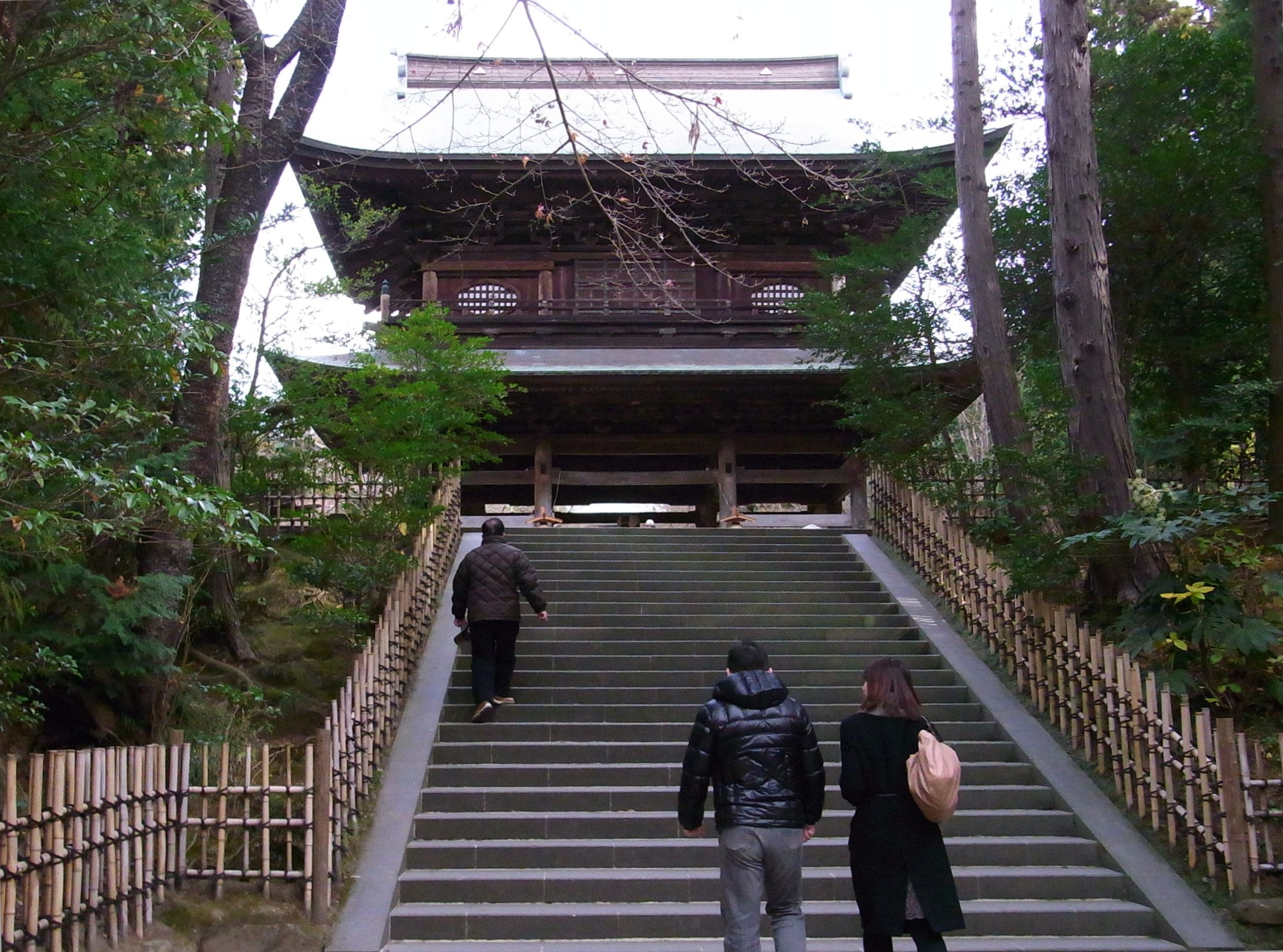
Brána Sanmon v Engaku-dži

Engaku-dži (v japonštině v kandži 円覚寺 hiraganě えんがくじ) je jeden z největších zen buddhistických komplexů v Japonsku a leží v severní části města Kamakura v prefektuře Kanagawa. Tento chrám byl založen v roce 1282 a uctívá se v něm památka padlých bojovníků během Kublajchánovy invaze do Japonska. V jedné z budov chrámu jménem Šari-den je uchován Buddhův zub.